# Mutant (álbum)
Mutant (en español, Mutante) es el segundo álbum de estudio de la productora venezolana de música electrónica Arca. Fue lanzado el 20 de noviembre de 2015 a través de Mute Records.

## Recepción crítica
Mutant fue aclamado por los críticos de música contemporánea. En Metacritic, que asigna una calificación normalizada de 100 a reseñas de publicaciones profesionales, el álbum recibió una calificación promedio de 81, basada en 21 críticas profesionales, lo que indica una «aclamación universal». AnyDecentMusic? le dio una calificación de 7.7 de 10 basada en su valoración del consenso de la crítica.
Escribiendo para Exclaim!, Daryl Keating dijo que Mutant «es un álbum que eventualmente es gratificante, pero solo para aquellos que están decididos a seguir su camino disperso hacia su final satisfactorio».
| Publicación    | Reconocimiento                                  | Posición | Ref.   |
| -------------- | ----------------------------------------------- | -------- | ------ |
| Pitchfork      | Los 50 mejores álbumes de 2015                  | 38       | [ 16 ] |
| PopMatters     | Los 80 mejores álbumes de 2015                  | 23       | [ 1 ]  |
| Tiny Mix Tapes | Los 50 lanzamientos musicales favoritos de 2015 | 1        | [ 17 ] |

## Lista de canciones
Todas las canciones están escritas y producidas por Alejandra Ghersi.
| Edición estándar |                   |          |  |
| N.º              | Título            | Duración |  |
| 1.               | «Alive»           | 3:56     |  |
| 2.               | «Mutant»          | 7:27     |  |
| 3.               | «Vanity»          | 4:16     |  |
| 4.               | «Sinner»          | 3:35     |  |
| 5.               | «Anger»           | 2:00     |  |
| 6.               | «Sever»           | 2:13     |  |
| 7.               | «Beacon»          | 0:48     |  |
| 8.               | «Snakes»          | 4:50     |  |
| 9.               | «Else»            | 2:30     |  |
| 10.              | «Umbilical»       | 2:09     |  |
| 11.              | «Hymn»            | 1:57     |  |
| 12.              | «Front Load»      | 2:44     |  |
| 13.              | «Gratitud»        | 3:44     |  |
| 14.              | «En»              | 3:04     |  |
| 15.              | «Siren Interlude» | 0:43     |  |
| 16.              | «Extent»          | 2:34     |  |
| 17.              | «Enveloped»       | 2:22     |  |
| 18.              | «Faggot»          | 3:10     |  |
| 19.              | «Soichiro»        | 4:35     |  |
| 20.              | «Peonies»         | 3:29     |  |
| 62:06            |                   |          |  |

| Edición japonesa (bonus track) |           |          |  |
| N.º                            | Título    | Duración |  |
| 21.                            | «Ashland» | 5:07     |  |
| 67:13                          |           |          |  |

## Créditos y personal
- Alejandra Ghersi – producción, composición
- Matt Colton – masterización
- Jesse Kanda – diseño de portada

## Posicionamiento en listas

### Listas semanales
| Lista (2015)                             | Mejor posición |
| ---------------------------------------- | -------------- |
| EUA (Dance/Electronic Albums; Billboard) | 9              |
| EUA (Heatseekers Albums; Billboard)      | 20             |

## Historial de lanzamiento
| Región      | Fecha                   | Edición  | Formato(s)                    | Discográfica | Ref.   |
| ----------- | ----------------------- | -------- | ----------------------------- | ------------ | ------ |
| Japón       | 18 de noviembre de 2015 | Deluxe   | CD                            | Traffic      | [ 22 ] |
| Varios      | 20 de noviembre de 2015 | Estándar | CD descarga digital streaming | Mute         | [ 2 ]  |
| Reino Unido | 22 de enero de 2016     | Estándar | LP                            | Mute         | [ 23 ] |